# NGC 7336
NGC 7336 é uma galáxia espiral (S) localizada na direcção da constelação de Pegasus. Possui uma declinação de +34° 28' 56" e uma ascensão recta de 22 horas, 37 minutos e 21,9 segundos.
A galáxia NGC 7336 foi descoberta em 10 de Setembro de 1849 por William Parsons.